# سیارک ۳۱۳۱

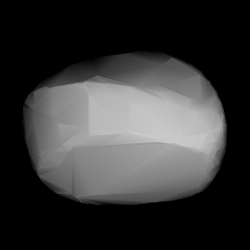
مدل سه‌بُعدی سیارک ۳۱۳۱ بر طبق منحنی نور آن

سیارک ۳۱۳۱ (به انگلیسی: 3131 Mason-Dixon، نامگذاری:1982BM1) سه هزار و صد و سی و یکمین سیارک کشف شده‌است که در ۲۴ ژانویه ۱۹۸۲ کشف شد.
قدر مطلق سیارک برابر ۱۲٫۱۰ است.